# Francine Eickemberg
Francine Eickemberg Cruz (Blumenau, 1982) é uma modelo  e rainha da beleza brasileira.

## Títulos de beleza
Em 2000, Francine foi eleita «Miss Balneário Camboriú» e «Miss Santa Catarina», ficando em segundo lugar no Miss Brasil do mesmo ano e ganhando o direito de representar o país no Miss Mundo, onde não obteve classificação. É a primeira catarinense a obter o título (e a segunda de toda a história) na década de 2000. No ano de 2001 foi eleita Rainha Internacional do Café, na Colômbia, em 2001 foi Vice Mesoamerica Internacional e em 28 de outubro de 2006 conquistou na cidade de Santa Cruz de la Sierra, na Bolívia, o título de Reina Sudamericana 2006, encerrando assim sua carreira em concursos de Miss.
Nas passarelas desde os catorze anos, a modelo já morou em Nova York, nos Estados Unidos, Santiago, no Chile, e São Paulo, no Brasil, e foi a garota-propaganda da Wellaton para a América Latina em 2003. Como modelo, continua sendo convidada a integrar o júri dos mais diversos concursos de beleza no Brasil, além de ser empresária de moda, tendo lançado uma linha de lingeries  aromáticas em 2008, denominada «Aromas Sensuais».
Fluente em inglês, ela estudou design de moda na Universidade do Vale do Itajaí - Univali.